# Cephalotes carabicus
Cephalotes carabicus är en myrart som beskrevs av De Andrade 1999. Cephalotes carabicus ingår i släktet Cephalotes och familjen myror. Inga underarter finns listade.